# Yaroslava Shvedova
Yaroslava Vyacheslavovna Shvedova (em russo: Ярослава Вячеславовна Шведова, 12 de setembro de 1987, em Moscou, na Rússia), é uma ex-tenista profissional cazaque, que conseguiu o ranking mais alto da carreira como número 3 do mundo, em duplas. O pai ensinou-lhe tênis quando ela tinha seis anos de idade, e é seu atual treinador.

## Carreira
Em fevereiro de 2007, Shvedova chegou inesperadamente na final do Sony Ericsson Internacional, derrotando Mara Santangelo por 6–4 e 6–4 e faturando seu primeiro WTA. O resultado marcou sua estreia no top 100, na 78ª colocação.
No mesmo ano, em Miami, furou o qualifying e bateu, pela primeira vez, uma top 20. Foi a sérvia Ana Ivanović, que viria a ser a número 1 do mundo, por 7–5 e 6–4. Na rodada seguinte, caiu para Tathiana Garbin por 4–6, 6–3 e 6–2.
Em agosto de 2008, ganhou o ITF de Monterrey sobre Magdalena Rybarikova, por 6–4 e 6–1 na final. Pouco mais de uma semana depois, furou o qualifying US Open de 2008, mas caiu para o Agnieszka Radwanska na primeira fase, por 4–6 e 2–6. 
Em 2009, Shvedova qualificou-se para a chave principal de Aberto da França de 2009, derrotando Kenny Perry (6–4 e 6–4), Angela Haynes (6–1 e 6–2) e Elena Baltacha (6–2 6–2). Bateu Mittag na primeira fase e avançou para a terceira após derrotar Arantxa Rus, também vinda do qualifying. No entanto, perdeu o jogo seguinte para Maria Sharapova, então uma jogadora fora do top 100, por 6–1, 3–6, 4–6.
No Torneio de Wimbledon 2009, passou por Monica Niculescu em rápidos 6–1 e 6–0, mas caiu para a norte-americana Melanie Oudin na segunda rodada, por 6–3, 2–6 e 4–6.
No US Open de 2009, Shvedova teve uma das maiores vitórias da carreira ao bater nº 5 do mundo, Jelena Janković, por 6–3, (4)6–7, 7–6(6), em uma partida que salvou dois match points.
Em 30 de Junho de 2012, na partida contra a italiana Sara Errani, válida pelo Torneio de Wimbledon, alcançou um Golden Set. Essa foi a segunda vez que um tenista logrou tal feito na era aberta - a primeira de uma tenista feminina -, e a primeira vez que o fato ocorre em um torneio de Grand Slam. Um fato curioso é que em 2006 ela já quase havia alcançado feito, na partida contra a estadunidense Amy Frazier, válida pela pela segunda rodada do WTA de Memphis. Shvedova fez 23 pontos consecutivos, e então cometeu uma dupla falta, a um ponto da marca. Na ocasião, porém, a atleta foi derrotada de virada pela americana: 1–6, 6–0 e 6–0.
Não jogava desde maio de 2017, quando perdeu para Elina Svitolina pela 1ª fase do Torneio de Roland Garros. Nesse hiato, deu à luz a gêmeos em outubro de 2018 e realizou uma cirurgia no tornozelo.
Foi convocada para o qualificatório da Fed Cup de 2020, contra a Bélgica, mas não jogou. Depois, foi nomeada capitã da equipe cazaque, e fará a estréia nos play-offs, contra a Argentina, em abril.
Seu retorno oficial foi em 17 de fevereiro de 2020, na primeira fase de duplas, quando, ao lado de Darija Jurak, perdeu para as irmãs ucranianas Lyudmyla Kichenok/Nadiia Kichenok.
No US Open de 2021, fez seu torneio final, disputando as três modalidades. O último jogo foi em duplas mistas, nas quartas de final, quando, com o francês Fabrice Martin, perdeu para Dayana Yastremska e Max Purcell. Quase um mês depois, oficializou a aposentadoria e foi homenageada no WTA de Nur-Sultan, primeiro evento de nível profissional em seu país de acolhimento.

## Naturalização
Sob cores russas até 2008, naturalizou-se cazaque no segundo semestre do ano. Em torneios grandes, jogou pela última vez com a primeira nacionalidade no Torneio de Wimbledon. Estreou a nova em Cincinnati, na competição de duplas. De acordo com a atleta, a mudança se deu pela falta de oportunidades na equipe da Fed Cup e consequente não participação em Olimpíada, além da falta de ajuda da Federação Russa de Tênis. Ela admitiu que não tinha ligações com o Cazaquistão.

## Finais

### Simples: 2 (1 título, 1 vice)
| Posição | N. | Data              | Torneio                                       | Piso   | Oponente        | Placar    |
| ------- | -- | ----------------- | --------------------------------------------- | ------ | --------------- | --------- |
| Vice    | 1. | 19 April 2015     | Claro Open Colsanitas, Bogotá, Colômbia       | saibro | Teliana Pereira | 26–7, 1–6 |
| Campeã  | 1. | 18 Fevereiro 2007 | Sony Ericsson International, Bangalore, Índia | duro   | Mara Santangelo | 6–4, 6–4  |

### Duplas: 28 (13 títulos, 15 vices)
| Status | V–D   | Data     | Torneio                                         | Cidade/país                   | Categoria         | Piso           | Parceira                | Adversárias                               | Resultado         |
| ------ | ----- | -------- | ----------------------------------------------- | ----------------------------- | ----------------- | -------------- | ----------------------- | ----------------------------------------- | ----------------- |
| Perdeu | 13–15 | Fev 2017 | Qatar Total Open                                | Doha, Catar                   | WTA Premier       | duro           | Olga Savchuk            | Abigail Spears Katarina Srebotnik         | 3–6, 76–7         |
| Perdeu | 13–14 | Jul 2016 | Wimbledon                                       | Londres, Reino Unido          | Grand Slam        | grama          | Tímea Babos             | Serena Williams Venus Williams            | 3–6, 4–6          |
| Venceu | 13–13 | Jun 2016 | Ricoh Open Grass Court Championships            | Rosmalen, Países Baixos       | WTA International | grama          | Oksana Kalashnikova     | Xenia Knoll Aleksandra Krunić             | 6–1, 6–1          |
| Perdeu | 12–13 | Abr 2016 | Miami Open                                      | Miami Gardens, Estados Unidos | Premier Mandatory | duro           | Tímea Babos             | Bethanie Mattek-Sands Lucie Šafářová      | 3–6, 4–6          |
| Venceu | 12–12 | Out 2015 | Prudential Hong Kong Tennis Open                | Hong Kong                     | WTA International | duro           | Alizé Cornet            | Lara Arruabarrena Andreja Klepač          | 7–5, 6–4          |
| Perdeu | 11–12 | Set 2015 | US Open                                         | Nova York, Estados Unidos     | Grand Slam        | duro           | Casey Dellacqua         | Martina Hingis Sania Mirza                | 3–6, 3–6          |
| Perdeu | 11–11 | Ago 2015 | Western & Southern Open                         | Cincinnati, Estados Unidos    | WTA Premier 5     | duro           | Casey Dellacqua         | Chan Hao-ching Chan Yung-jan              | 5–7, 4–6          |
| Perdeu | 11–10 | Jun 2015 | Roland Garros                                   | Paris, França                 | Grand Slam        | saibro         | Casey Dellacqua         | Bethanie Mattek-Sands Lucie Šafářová      | 6–3, 4–6, 2–6     |
| Venceu | 11–9  | Mai 2015 | Mutua Madrid Open                               | Madri, Espanha                | Premier Mandatory | saibro         | Casey Dellacqua         | Garbiñe Muguruza Carla Suárez Navarro     | 6–3, 46–7, [10–5] |
| Venceu | 10–9  | Abr 2014 | Family Circle Cup                               | Charleston, Estados Unidos    | WTA Premier       | saibro (verde) | Anabel Medina Garrigues | Chan Hao-ching Chan Yung-jan              | 7–64, 6–2         |
| Venceu | 9–9   | Fev 2014 | Brasil Tennis Cup                               | Florianópolis, Brasil         | WTA International | duro           | Anabel Medina Garrigues | Francesca Schiavone Sílvia Soler Espinosa | 7–61, 2–6, [10–3] |
| Venceu | 8–9   | Set 2013 | Tashkent Open                                   | Tashkent, Uzbequistão         | WTA International | duro           | Tímea Babos             | Mandy Minella Olga Govortsova             | 6–3, 6–3          |
| Venceu | 7–9   | Mar 2013 | Brasil Tennis Cup                               | Florianópolis, Brasil         | WTA International | duro           | Anabel Medina Garrigues | Anne Keothavong Valeria Savinykh          | 6–0, 6–4          |
| Perdeu | 6–9   | Jan 2013 | ASB Classic                                     | Auckland, Nova Zelândia       | WTA International | duro           | Julia Görges            | Cara Black Anastasia Rodionova            | 6–2, 2–6, [5–10]  |
| Perdeu | 6–8   | Mai 2012 | Estoril Open                                    | Oeiras, Portugal              | WTA International | saibro         | Galina Voskoboeva       | Chuang Chia-jung Zhang Shuai              | 6–4, 1–6, [9–11]] |
| Perdeu | 6–7   | Abr 2012 | Family Circle Cup                               | Charleston, Estados Unidos    | WTA Premier       | saibro (verde) | Anabel Medina Garrigues | Anastasia Pavlyuchenkova Lucie Šafářová   | 7–5, 4–6, [6–10]  |
| Venceu | 6–6   | Out 2011 | Kremlin Cup                                     | Moscou, Rússia                | WTA Premier       | duro (coberto) | Vania King              | Anastasia Rodionova Galina Voskoboeva     | 7–63, 6–3         |
| Perdeu | 5–6   | Out 2011 | HP Japan Women's Open Tennis                    | Osaka, Japão                  | WTA International | duro           | Vania King              | Kimiko Date-Krumm Zhang Shuai             | 5–7, 6–3, [9–11]  |
| Perdeu | 5–5   | Set 2011 | US Open                                         | Nova York, Estados Unidos     | Grand Slam        | duro           | Vania King              | Liezel Huber Lisa Raymond                 | 6–4, 56–7, 36–7   |
| Venceu | 5–4   | Ago 2011 | Western & Southern Open                         | Cincinnati, Estados Unidos    | WTA Premier 5     | duro           | Vania King              | Natalie Grandin Vladimíra Uhlířová        | 6–4, 3–6, [11–9]  |
| Venceu | 4–4   | Jul 2011 | Citi Open                                       | College Park, Estados Unidos  | WTA International | duro           | Sania Mirza             | Olga Govortsova Alla Kudryavtseva         | 6–3, 6–3          |
| Perdeu | 3–4   | Mai 2011 | Internazionali BNL d'Italia                     | Roma, Itália                  | WTA Premier 5     | saibro         | Vania King              | Peng Shuai Zheng Jie                      | 2–6, 3–6          |
| Venceu | 3–3   | Set 2010 | US Open                                         | Nova York, Estados Unidos     | Grand Slam        | duro           | Vania King              | Liezel Huber Nadia Petrova                | 2–63 6–4, 7–64    |
| Venceu | 2–3   | Jul 2010 | Wimbledon                                       | Londres, Reino Unido          | Grand Slam        | grama          | Vania King              | Elena Vesnina Vera Zvonareva              | 7–66, 6–2         |
| Perdeu | 1–3   | Jun 2010 | Unicef Open                                     | Rosmalen, Países Baixos       | WTA International | grama          | Vania King              | Alla Kudryavtseva Anastasia Rodionova     | 6–3, 3–6, [6–10]  |
| Perdeu | 1–2   | Abr 2010 | Andalucía Tennis Experience                     | Marbella, Espanha             | WTA International | saibro         | Maria Kondratieva       | Sara Errani Roberta Vinci                 | 4–6, 2–6          |
| Venceu | 1–1   | Fev 2009 | PTT Pattaya Open                                | Pattaya, Tailândia            | WTA International | duro           | Tamarine Tanasugarn     | Yuliya Beygelzimer Vitalia Diatchenko     | 6–3, 6–2          |
| Perdeu | 0–1   | Set 2008 | Western & Southern Financial Group Women's Open | Cincinnati, Estados Unidos    | WTA Tier III      | duro           | Hsieh Su-wei            | Maria Kirilenko Nadia Petrova             | 3–6, 6–4, [8–10]  |

### Duplas Mistas: 1 (1 vice)
| Posição | Ano  | Campeonato    | Piso   | Parceiro      | Oponentes                         | Placar            |
| ------- | ---- | ------------- | ------ | ------------- | --------------------------------- | ----------------- |
| Vice    | 2010 | Roland Garros | saibro | Julian Knowle | Katarina Srebotnik Nenad Zimonjić | 6–4, 56–7, [9–11] |